# سیارک ۸۳۰۶
سیارک ۸۳۰۶ (به انگلیسی: 8306 Shoko، نامگذاری:1995DY1) هشت هزار و سیصد و ششمین سیارک کشف شده‌است که در ۲۴ فوریه ۱۹۹۵ کشف شد.
قدر مطلق سیارک برابر ۱۵٫۰۰ است.